# Siepraw
Siepraw è un comune rurale polacco del distretto di Myślenice, nel voivodato della Piccola Polonia.
Ricopre una superficie di 31,92 km² e nel 2004 contava 7 672 abitanti.